# Păcureți
Păcureți est une commune roumaine du județ de Prahova, dans la région historique de Valachie et dans la région de développement du Sud.

## Géographie
La commune de Păcureți est située dans l'est du județ. sur la rivière Lopatna, affluent du Cricovul Sarat, dans les collines du piémont des Carpates courbes, à 33 km au nord-est de Ploiești, le chef-lieu du județ.
La municipalité est composée des cinq villages suivants (population en 1992) :
- Bărzila (511) ;
- Curmătura (384) ;
- Matița (874);
- Păcureți (383), siège de la commune ;
- Slavu (247).

## Politique
Le Conseil Municipal de Păcureți compte 11 sièges de conseillers municipaux. À l'issue des élections municipales de juin 2008, Grigore Andreescu (PD-L) a été élu maire de la commune.
| Parti                                                | Nombre de conseillers |
| ---------------------------------------------------- | --------------------- |
| Parti démocrate-libéral (PD-L)                       | 7                     |
| Parti social-démocrate (PSD)                         | 2                     |
| Parti national libéral (PNL)                         | 1                     |
| Parti de la Nouvelle Génération - Chrétien-démocrate | 1                     |

## Religions
En 2002, la composition religieuse de la commune était la suivante :
- Chrétiens orthodoxes, 99,65 %.

## Démographie
En 2002, la commune comptait 2 289 Roumains, soit la totalité de la population.
| 1992  | 2002  | 2007  |
| ----- | ----- | ----- |
| 2 399 | 2 289 | 2 346 |

## Économie
L'économie de la commune repose sur l'agriculture.

## Communications

### Routes
La route régionale DJ231 mène vers Gornet et la vallée de la Teleajen au sud-ouest et vers Bălțești au sud tandis que la DJ100M se dirige vers Podenii Noi au sud.